# SmartFTP
SmartFTP er et program, som bruges til upload af filer til internettet. Programmet er bygget op i faneblade, så du kan uploade filer til flere servere og websteder på en gang.
Programmet er kendetegnet ved, at der er bygget mange funktioner ind, som man dog hurtigt finder ud af at bruge.
Mange programmer benytter sig af FTP-Protokollen. Programmerne bruges til af overføre filer (Dokumenter) fra en pc til for eksempel en websted på en internet server.